# Mitsubishi Carisma
Pour les articles homonymes, voir Carisma.
La Carisma est une automobile du constructeur automobile japonais Mitsubishi produite de 1995 à 2004. Elle est restylée deux fois, en 1999 et en 2002. La Carisma est basée sur la plate-forme de la Volvo S40 de première génération.

## Histoire
Elle reçut le prix de la plus belle voiture de l'année en 1996.

## Motorisations

### Essence
- 1.6i de 73KW (100CV) 190km/h - de 1998 à 1999.
- 1.6i de 75KW (103CV) 185km/h - de 2000 à 2002.
- 1.8 de 84KW (115CV) et 162nm. 200km/h - de 1996 à 1997.
- 1.8 GDI de 89KW (122CV) et 174nm. 200km/h - de 2002 à 2004.
- 1.8 de 91KW (125CV) et 174nm. 200km/h - de 1998 à 1999.

### Diesel
- 1.9 TD de 66KW (90CV) et 176nm. 180km/h - de 1996 à 2000. (Plusieurs variantes)
- 1.9 DI-D de 75KW (102CV) et 215nm. 190km/h - de 2000 à 2004.
- 1.9 DI-D de 84KW (115CV) 195km/h - de 2000 à 2004.

## Consommations
| Essence |            | urbain | extra-urbain | mixte |  |  |
|         | 1.6i 100cv | 9.7l   | 5.6l         | 7.2l  |  |  |
|         |            |        |              |       |  |  |

## Galerie

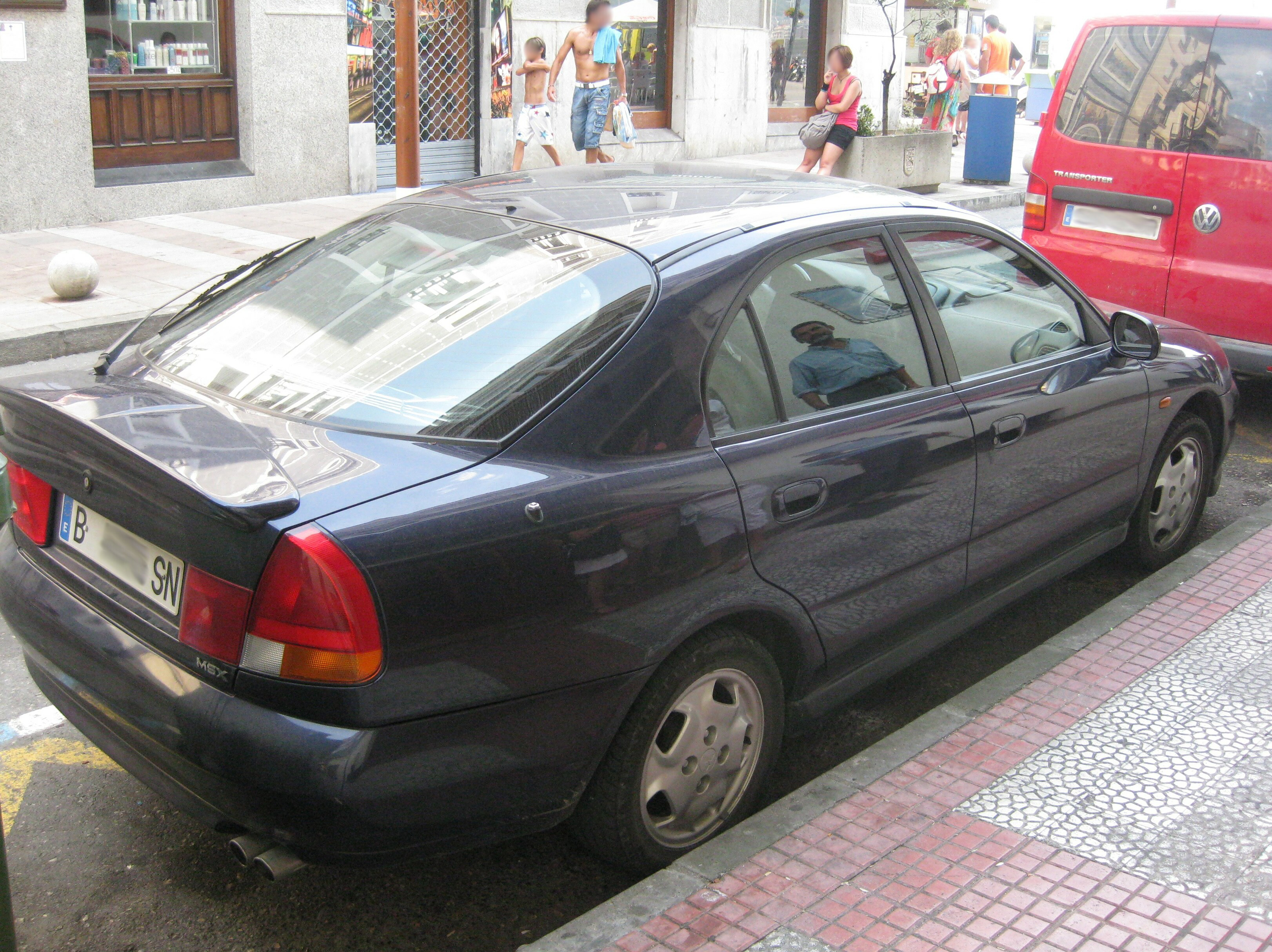
Mitsubishi Carisma Phase I 5 portes
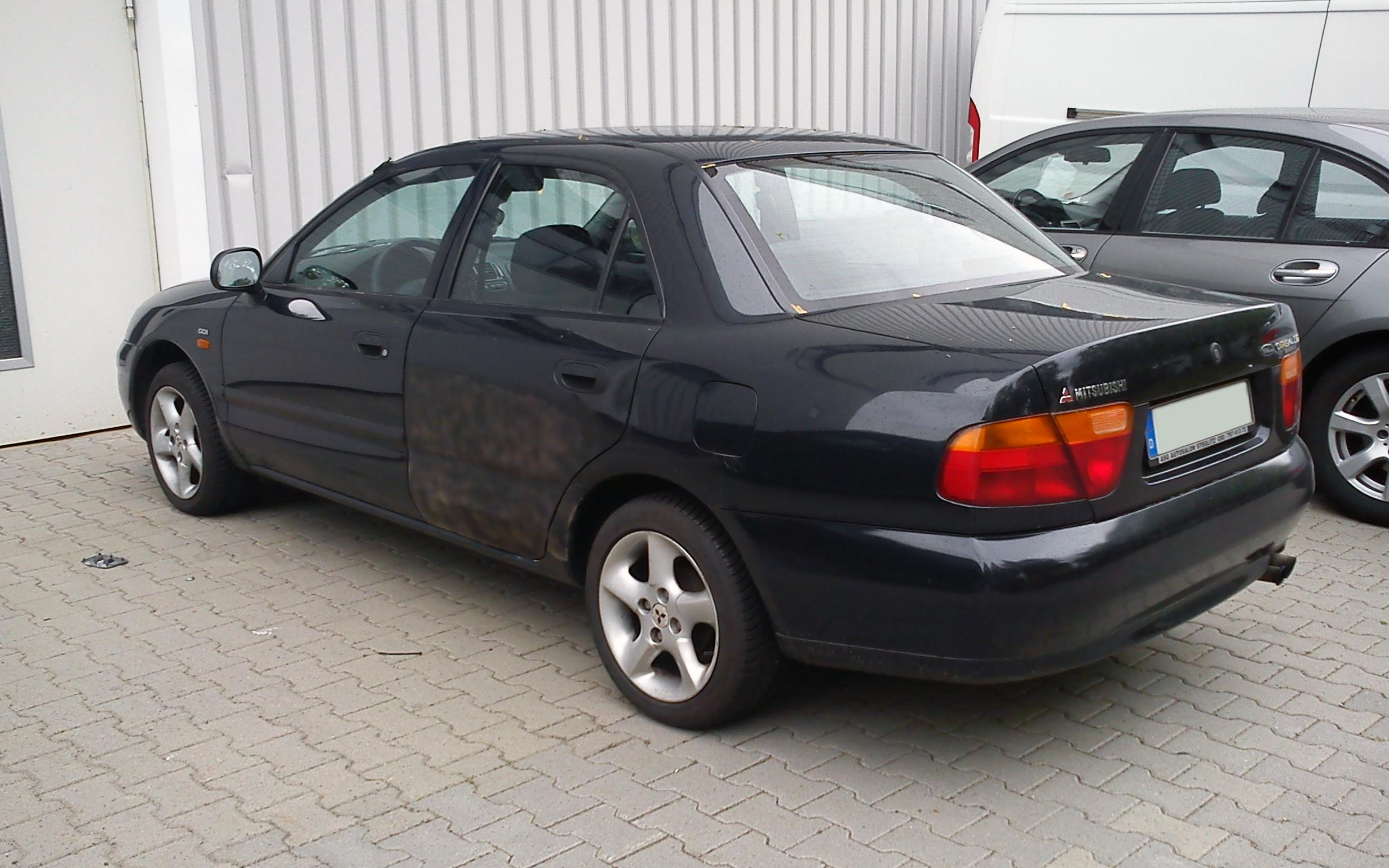
Mitsubishi Carisma Phase I 4 portes
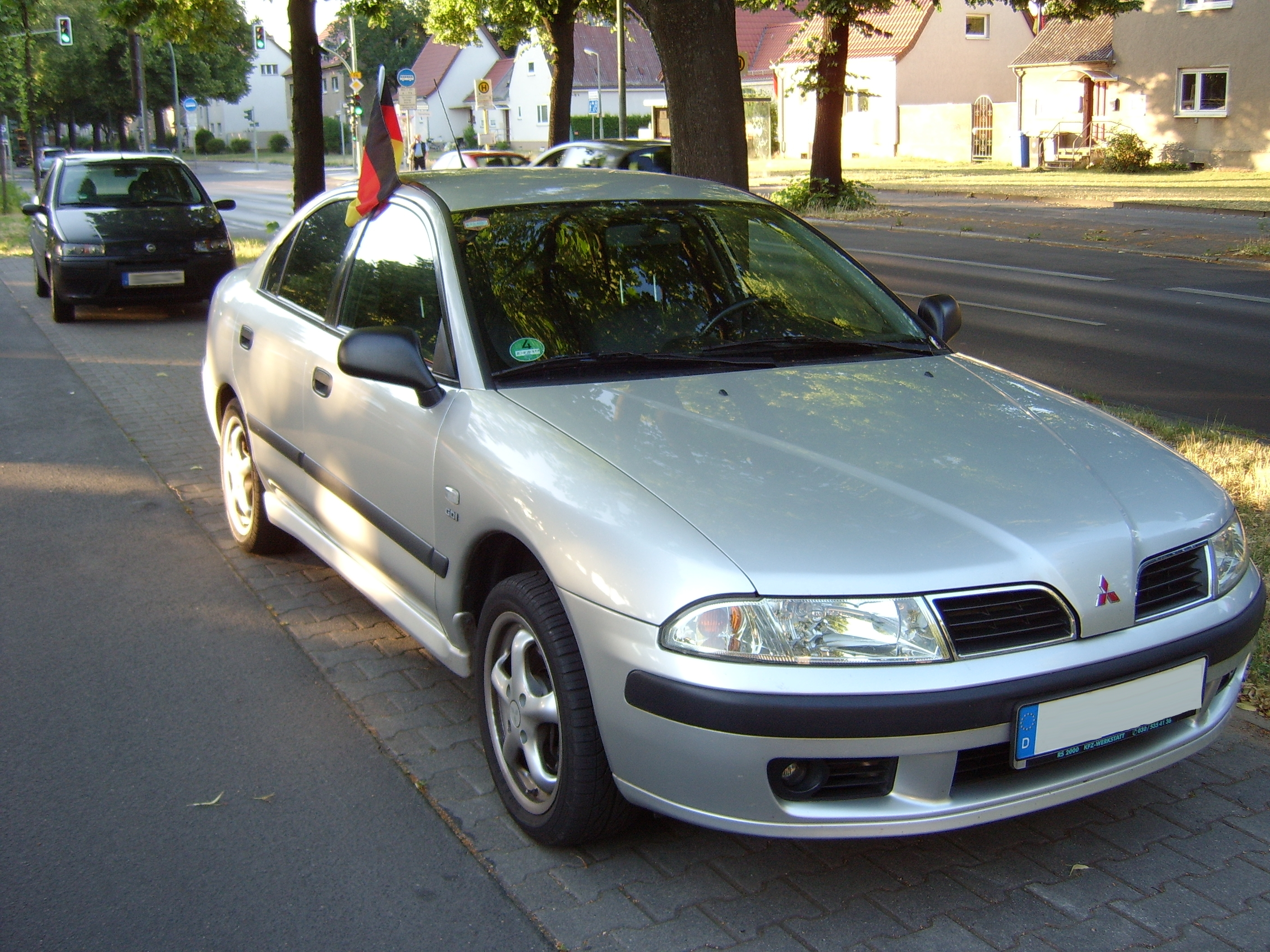
Mitsubishi Carisma Phase II 5 portes
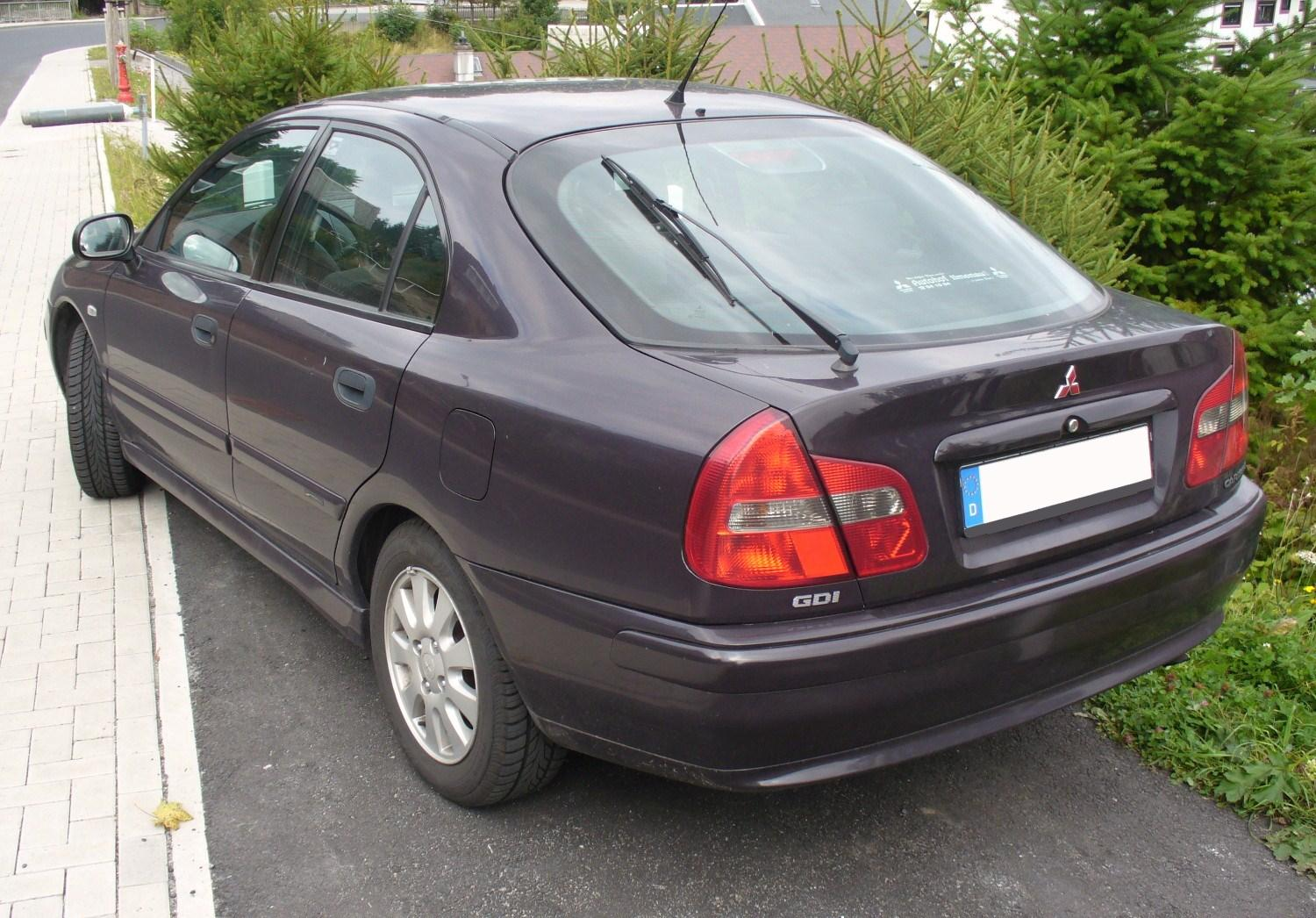
Mitsubishi Carisma Phase II 5 portes
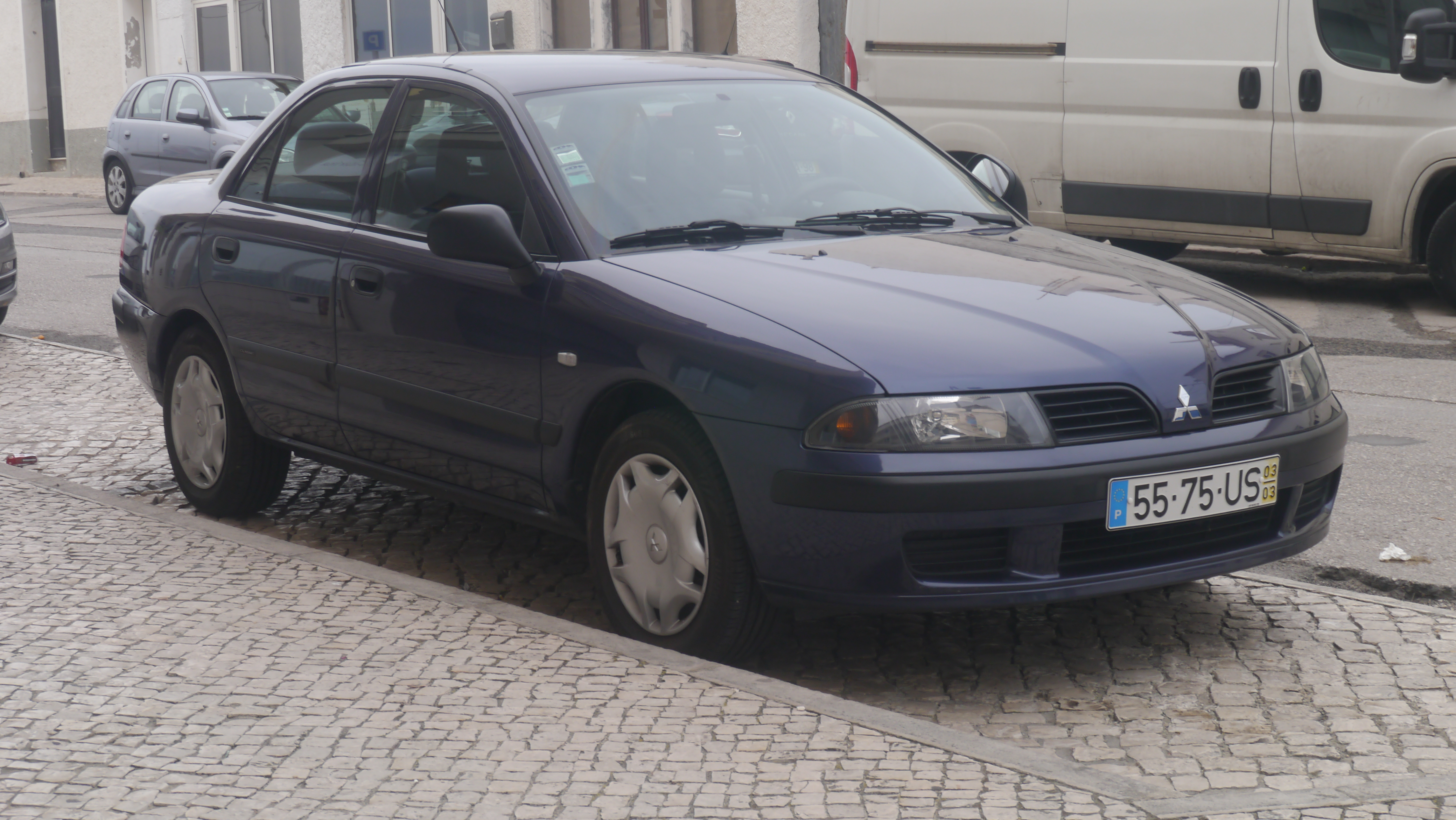
Mitsubishi Carisma Phase II 4 portes
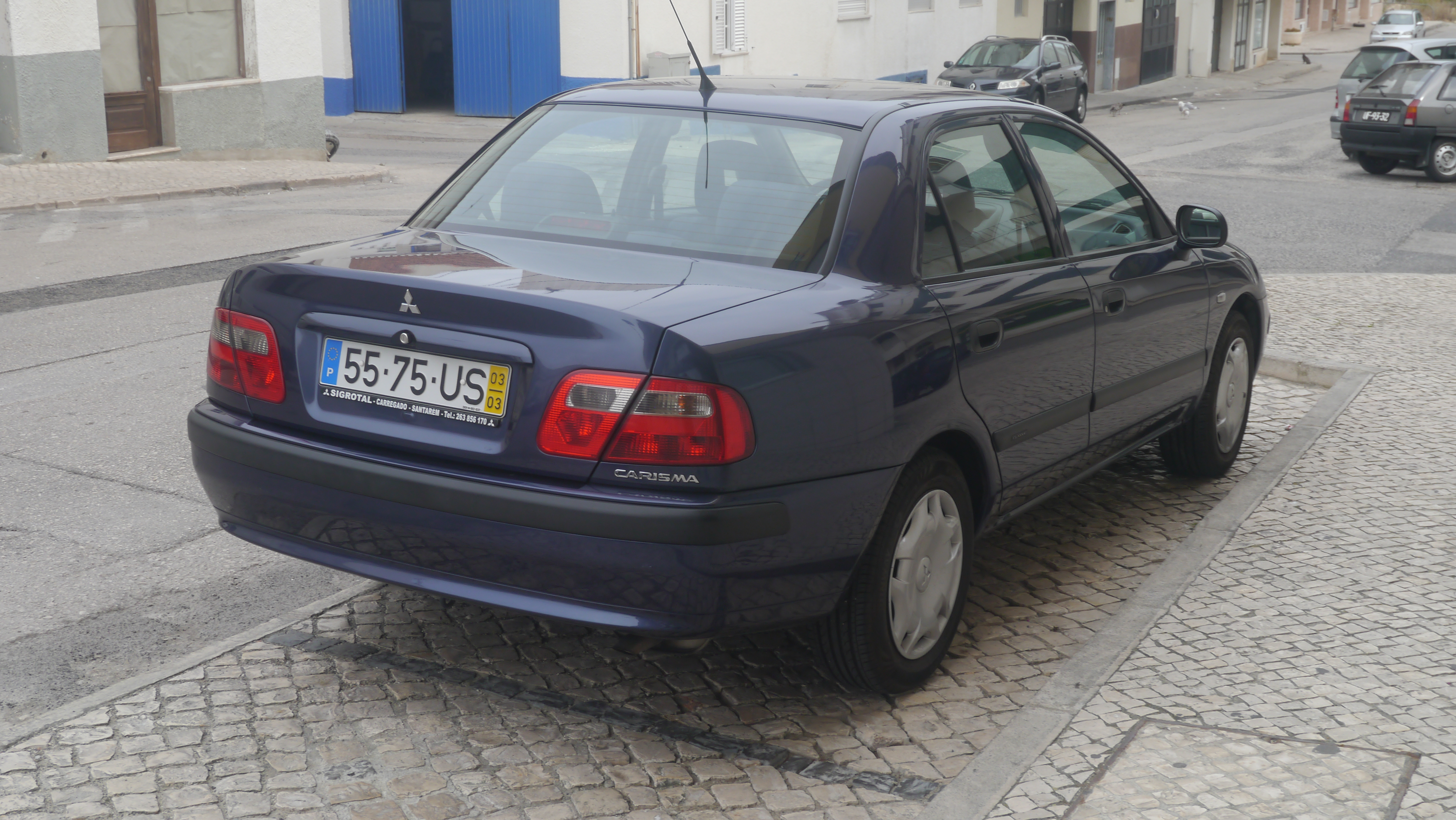
Mitsubishi Carisma Phase II 4 portes
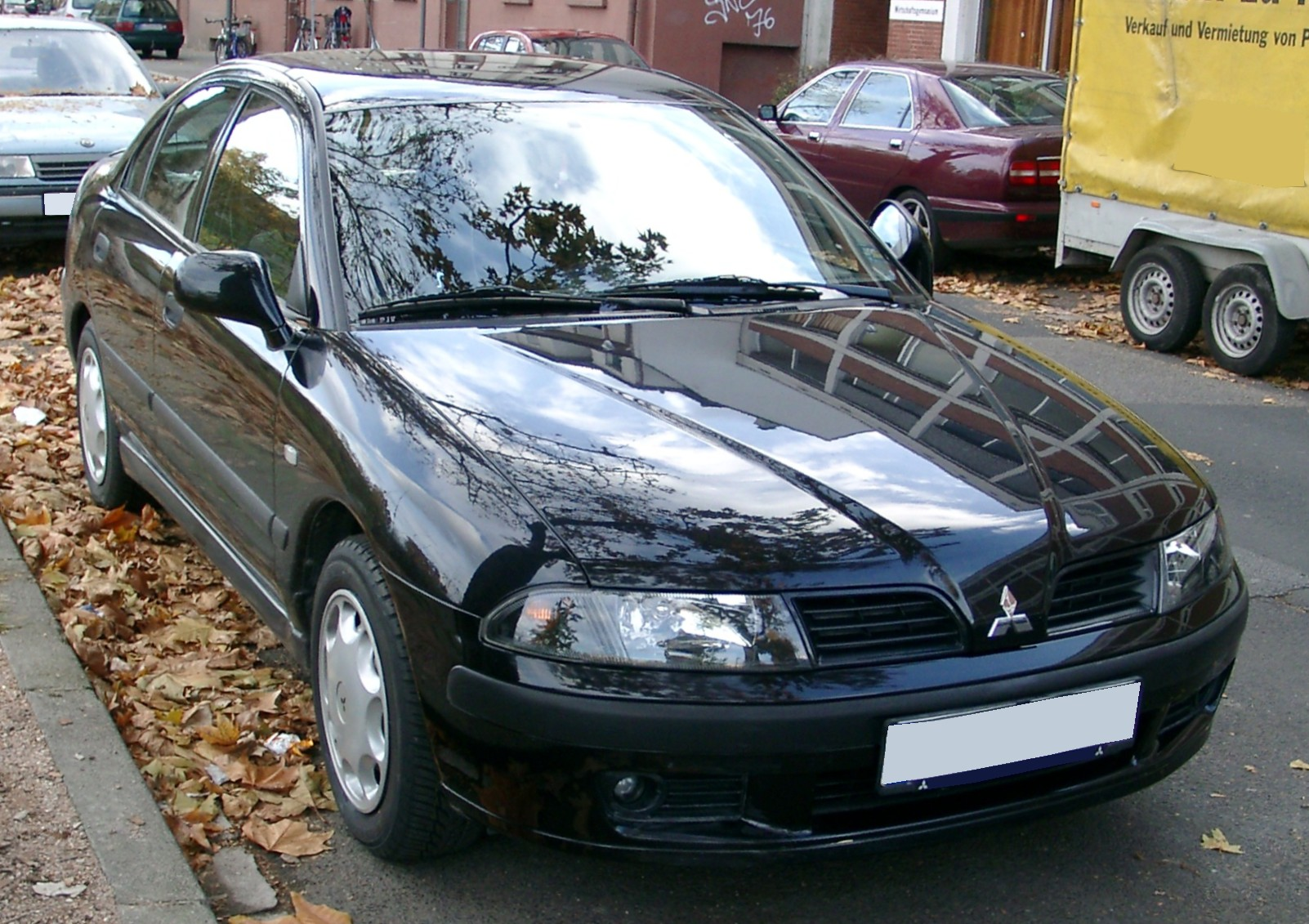
Mitsubishi Carisma Phase III 5 portes
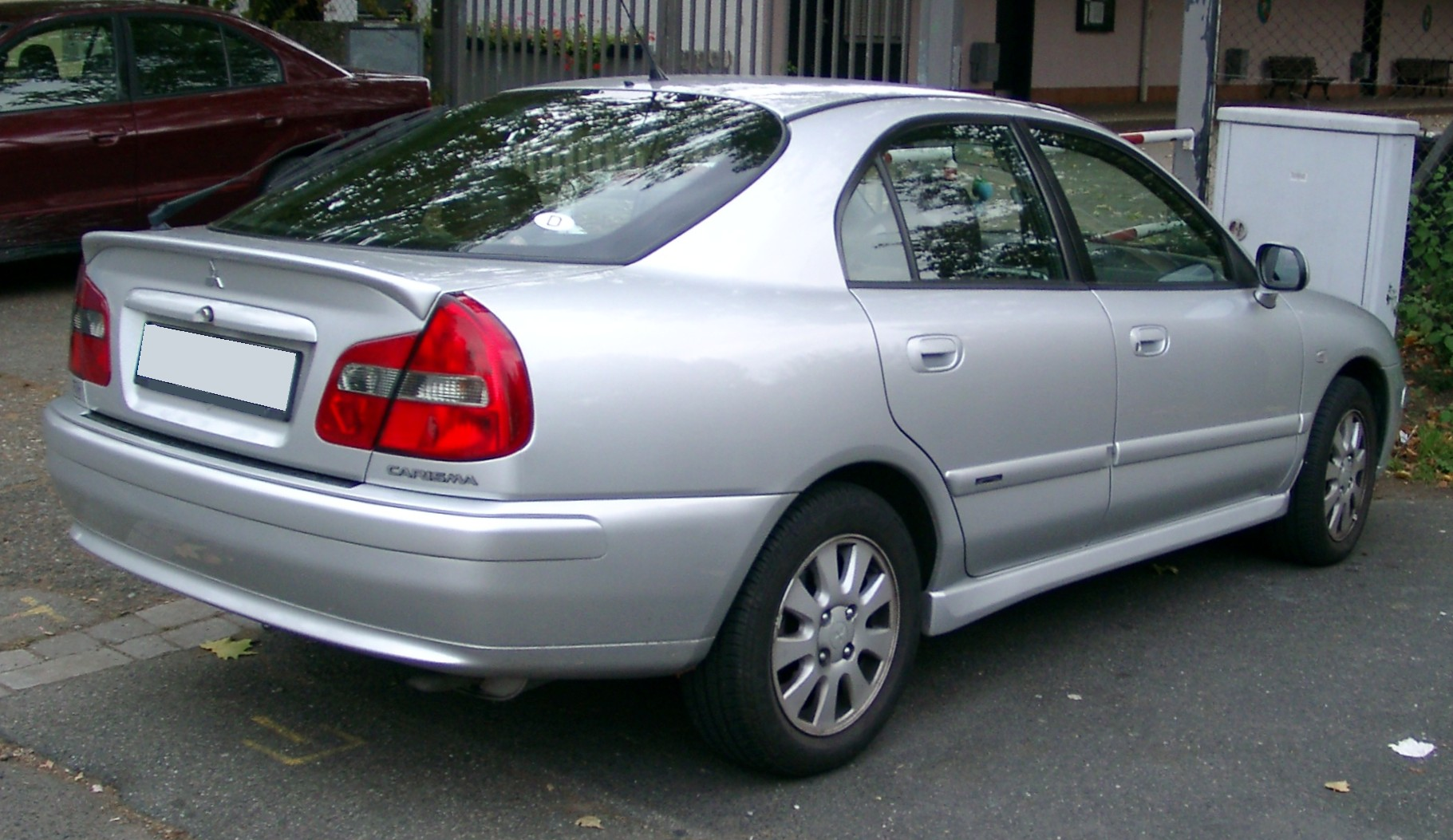
Mitsubishi Carisma Phase III 5 portes